# Новокочубеївська загальноосвітня школа І—ІІІ ступенів
Новокочубе́ївська загальноосві́тня шко́ла І—ІІІ ступенів — загальноосвітня школа І—ІІІ ступенів у селі Новій Кочубеївці Чутівського району Полтавської області, один з найстаріших навчальних закладів Чутівщини.

## З історії навчального закладу
Своє літочислення школа у Новій Кочубеївці започаткувала з 1890 року як земська школа в Свинківці (тодішня назва села) Первозванівської волості.
З 1890 р. -- Новокочубеївське училище Первозванівської волості
З 1910 р. -- Новокочубеївська початкова школа
З 1927 р. -- Новокочубеївська семирічна школа
З 1938 р. -- семирічна школа реорганізована в середню
В 1941р. -- перший випуск середньої школи
З жовтня 1943 р. -- відновила роботу семирічна школа
З 1952 р. -- семирічна школа реорганізована в середню
В 1954 р. -- методом народної будови зведено приміщення середньої школи, згодом добудовано 6 приміщень на 1-2 класи
В 1955 р. -- перший випуск середньої школи післявоєнного часу
В 1978 р. -- побудовано нове приміщення школи
Навчальний заклад закінчив Г. А. Терехов (1960—2014) — старший лейтенант Збройних сил України, учасник російсько-української війни.

## Джерело-посилання
- Сайт Новокочубеївської загальноосвітньої школи І—ІІІ ступенів [Архівовано 15 серпня 2020 у Wayback Machine.]